# خورشیدگرفتگی ۲۱ تیر ۱۳۸۹

خورشیدگرفتگی ۲۰-۲۱ تیر ۱۳۸۹. به‌صورت کلی و از ایران قابل مشاهده نیست.

خورشیدگرفتگی ۲۱ تیر ۱۳۸۹ در پایان روز بیستم تیر و اوایل بیست‌ویکم تیر سال ۱۳۸۹ به وقت ایران (درکل ۱۱ ژوئیه ۲۰۱۰م به وقت جهانی)، یک خورشیدگرفتگی کلی در مناطق وسیعی از زمین روی‌داد. ساکنین بخش بزرگی از اقیانوس آرام جنوبی، جزایر پلی‌نزی فرانسه، جزایر کوک، و جزیرهٔ ایستر شاهد این پدیده بودند.

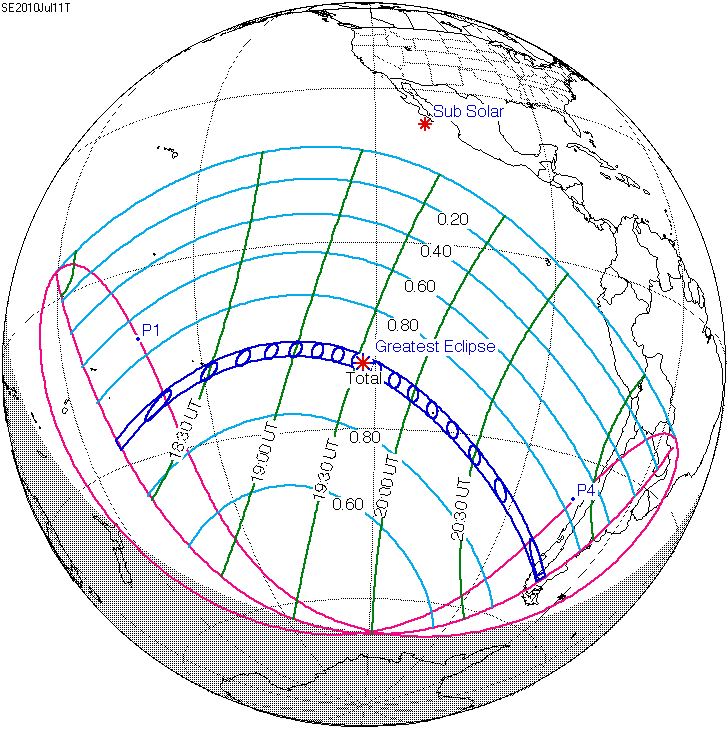
نقشه خورشیدگرفتگی ۲۰-۲۱ تیر ۱۳۸۹

زمان بیشتر این خورگرفت و اوج گرفت در روز ۲۱ تیر به وقت ایران اتفاق افتاد.